# Urteil (Österreich)
In Österreich wird eine Sachentscheidung in Zivilprozessen und Strafprozessen in der Regel durch ein Urteil getroffen. Keine Urteile gibt es im Verfahren außer Streitsachen. Im Bereich der Gerichtshöfe des öffentlichen Rechts werden Sachentscheidungen als Erkenntnisse bezeichnet. Urteile werden „Im Namen der Republik“ verkündet und ausgefertigt, ebenso die Erkenntnisse der Gerichtshöfe öffentlichen Rechts.

## Zivilverfahren
Ein Urteil kann entweder 
- direkt nach Schluss der Verhandlung mündlich oder
- durch den Richter als Vorbehalt einer schriftlichen Ausfertigung gefällt werden, wenn das Urteil nicht sofort mündlich ausgesprochen werden kann (Regelfall).

Die Sachentscheidung (das Erkenntnis) heißt 
- im Besitzstörungsverfahren: Endbeschluss
- im Mahnverfahren: bedingter Zahlungsbefehl
- im Mandats- und Wechselmandatsverfahren: Zahlungsauftrag
- im Bestandverfahren nach gerichtlicher Kündigung: Übergabs- bzw. Übernahmsauftrag

Erscheint eine der Parteien nicht zur ersten mündlichen Verhandlung (oder versäumt die Frist zur Klagebeantwortung im Gerichtshofverfahren), so kann auf Antrag der erschienenen Partei ein (echtes) Versäumungsurteil gefällt werden. Das Vorbringen der säumigen Partei bleibt dabei völlig unberücksichtigt, das Vorbringen der erschienenen Partei ist für wahr zu halten. 
Wird hingegen ein (späterer) Verhandlungstermin von einer Partei versäumt, kann auf Antrag ein unechtes Versäumungsurteil gefällt werden. Die nicht erschienene Partei ist dann von weiterem Vorbringen ausgeschlossen. Entscheidungsgrundlage für den Richter ist alles, was bisher vorgebracht wurde.

## Strafverfahren
Im Strafverfahren gibt es in Österreich drei Möglichkeiten für den Urteilsausspruch:
- freisprechendes Urteil,
- schuldsprechendes Urteil und
- Unzuständigkeitsurteil

Das österreichische Strafverfahren hat einen zweigliedrigen Instanzenzug. Gegen Urteile des Bezirksgerichts und des Landesgerichts als Einzelrichter ist die Berufung (sogenannte „volle Berufung“) zulässig. Hier können nicht nur ausgesprochene Strafhöhe (sogenannte „Strafberufung“) und die Feststellung des Sachverhalts und der Schuld des Angeklagten („Schuldberufung“) bekämpft werden, sondern auch gesetzlich bestimmte Nichtigkeitsgründe („Nichtigkeitsberufung“) geltend gemacht werden. Über die volle Berufung im bezirksgerichtlichen Verfahren entscheidet ein aus drei Richtern bestehender Senat am Landesgericht; über jene des einzelrichterlichen Verfahren am Landesgericht ein aus drei Richtern bestehender Senat am Oberlandesgericht.
Im Verfahren am Landesgericht als Schöffengericht oder Geschworenengericht gibt es die Möglichkeit der Strafberufung sowie der Nichtigkeitsbeschwerde. Über die Strafberufung entscheidet das Oberlandesgericht, über die Nichtigkeitsbeschwerde (und eine allfällig gleichzeitig miteingebrachte Strafberufung) der Oberste Gerichtshof.